# Кочићева кућа
Кочићева кућа је родна кућа српског књижевника и активисте Петра Кочића која се налази у Стричићима, на планини Мањачи, код Бања Луке, Република Српска, БиХ. Данас кућа Петра Кочића и комплекс направљен око куће представља музеј на отвореном.

## Кућа Петра Кочића
Стара и импровизована кућа Петра Кочића у његовим родним Стричићима, подигнута је 1966. године за први "Кочићев збор", на земљи Кочићевог деде. Кућа је дрвена, покривена шиндром, обнављана углавном пред збор који се одржава крајем августа.
Године 2012. почела је обнова Кочићеве куће као и градња комплекса Кочићево огњиште. Идеја је била да комплекс добије форму најсличнију оној која је била у време када је писац ту рођен.

## Кочићево огњиште
Кочићево огњиште је комплекс који је смештен на 4.000 метара квадратних. У музејском комплексу Кочићево огњиште се налази шест објеката:
- родна кућа Петра Кочића,
- дводелна динарска планинска кућа брвнара,
- зградица,
- мљечар, и
- два помоћна објекта.

Споменик Кочићу у бронзи заузима централно место у комплексу. Изграђен је и мали амфитеатар који служи за промоције књига, књижевнике, песнике, школске екскурзије и предавања ђацима.
Део програма манифестације "Кочићев збор" се организује на Кочићевом огњишту.

## Збирка Кочићево огњиште
У оквиру обиљежавања "Кочићевог збора"  2020. године у обновљеној родној кући Петра Кочића отворена је изложба која приказује живот и дело овог писца.
Аутор изложбе је Владимир Ђукановић. Изложба садржи фотографије Петра Кочића и његових књижевних јунака Лује, Тубе, Давида Штрпца. Сем фотографија изложба садржи и сачуване рукописе дела "Мргуд", "Суданија", "О Босни" и "За сељака".Изложба "Кочићево огњиште" на аутентичан начин приказује живот и дело Петра Кочића.

## Галерија
- Споменик Петру Кочићу у Стричићима
- Споменик Петру Кочићу у Стричићима
- Основна школа "Петар Кочић“ у Стричићима
- Борба бикова на Кочићевом збору 2013. године у Стричићима